# Campo profughi ebrei di Santa Maria al Bagno
Il campo profughi ebrei di Santa Maria al Bagno (ufficialmente denominato Campo profughi n.34 Santa Maria al Bagno) fu operante tra il 1944 e il 1947, accogliendo nella cittadine pugliese diverse migliaia di profughi ebrei sopravvissuti all'Olocausto, provenienti da tutta Europa, nel loro viaggio verso Israele o altri paesi di emigrazione.

## La vicenda

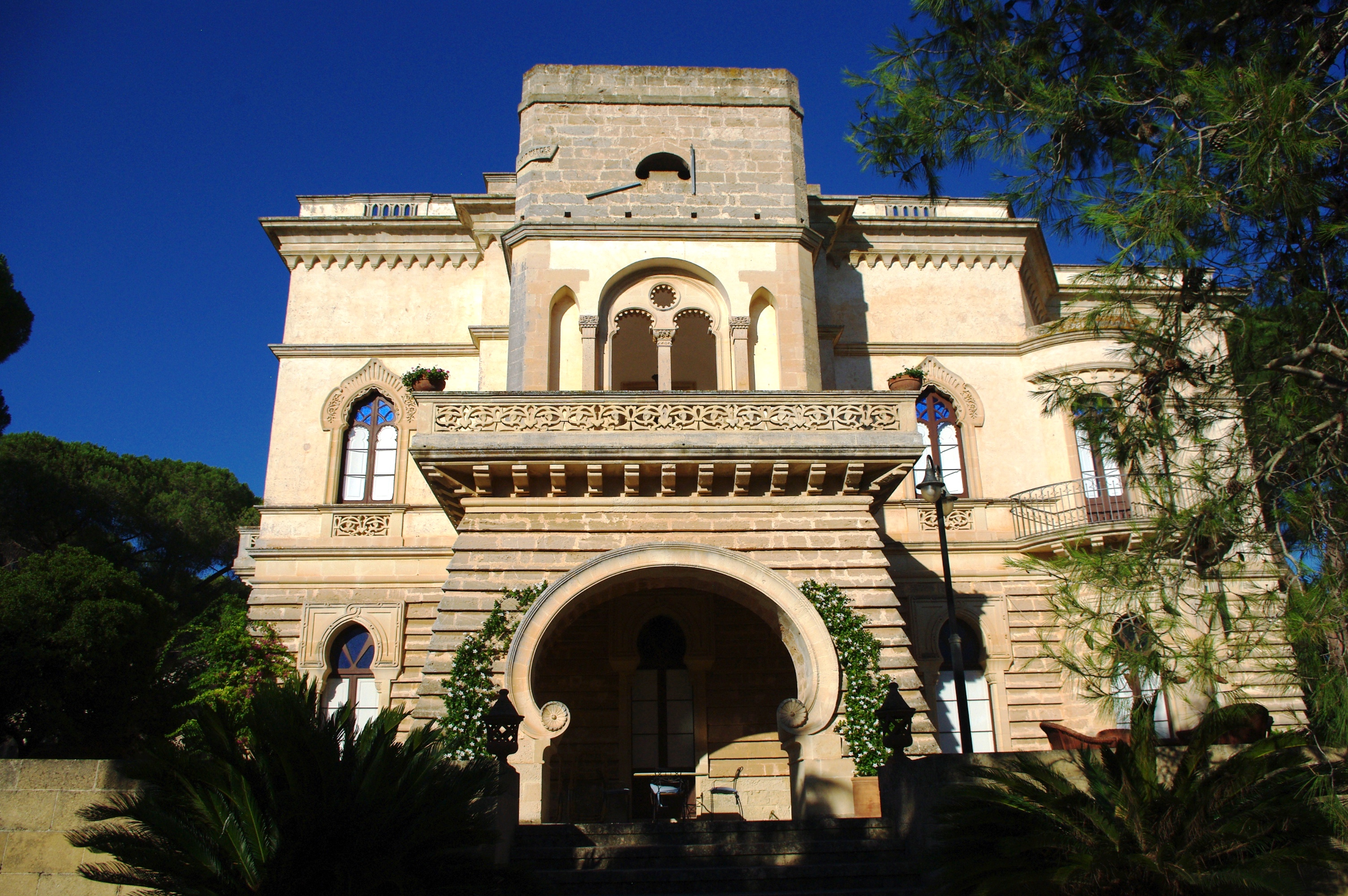
Villa Personé (2018)

Negli ultimi anni della seconda guerra mondiale, già all'indomani dell'8 settembre 1943, numerosi profughi ebrei (in maggioranza non italiani) erano presenti nelle zone dell'Italia meridionale liberate dagli Alleati, dove erano stati confinati durante il periodo bellico in alcuni campi per l'internamento civile nell'Italia fascista. Il numero dei profughi crebbe con la progressiva liberazione dell'Italia e ancora più con la fine del conflitto quando in Italia si riversarono migliaia di reduci dai campi di concentramento dell'Europa centrale nella speranza di potere da lì emigrare in Palestina.
Per i rifugiati ebrei furono allestite strutture speciali come l'orfanotrofio che accolse i bambini di Selvino nel bergamasco, e numerosi campi di accoglienza gestiti dall'United Nations Relief and Rehabilitation Administration (Amministrazione delle Nazioni Unite per l’assistenza e la riabilitazione), nota con la sigla “UNRRA”. Allo scopo furono requisite scuole, caserme, edifici pubblici o, più semplicemente, alcuni complessi di case o ville. Diversi di questi campi si trovavano in Puglia, nella zona del Salento, a Tricase, Santa Caterina di Nardò, Santa Maria di Leuca e Santa Cesarea Terme.
Santa Maria al Bagno (una delle marine del Comune di Nardò) era allora un piccolo borgo di pescatori, ma anche una località turistica dove sorgevano numerose ville e case per vacanza che potevano essere requisite per i profughi. Già alla fine del 1943 vi si era insediato per un breve periodo un gruppo di profughi slavi. Dal 1944 la località servì prevalentemente come campo di accoglienza per ebrei. Il “Displaced Persons Camp number 34“ - questa la sua denominazione ufficiale - divenne il più grande e importante della regione.
Per far fronte al costante flusso di profughi vennero inizialmente requisite 106 abitazioni di villeggiatura a cui poi con il tempo se ne aggiunsero altre 173. La direzione del campo fu stabilita presso Villa Saetta e la “municipalità ebraica” presso Villa Persone’ (oggi De Benedittis). Altre Ville, Fonte e Falco (detta Ave Mare), furono attrezzate per la mensa e per la scuola di formazione. La Sinagoga era ospitata in una casa della piazzetta.
La vita nel campo era largamente autogestita dai profughi stessi. Vi si costruirono l'asilo nido, la scuola, mense, biblioteche, l'ospedale e l'ufficio postale. Vennero avviate attività commerciali e furono attivati corsi di falegnameria, maglieria, sartoria, scrittura a macchina, meccanica o pesca per gli adulti.
La maggior parte dei profughi era composta da giovani, provenienti dai più svariati paesi europei, desiderosi di cominciare una nuova vita dopo le sofferenze dell'Olocausto. Nel campo si celebrarono oltre 400 matrimoni e nell’ospedale di Leuca nacquero oltre duecentocinquanta bambini ebrei.
I profughi ricevevano cibo dalla mensa gestita dall’UNRRA e avevano a disposizione alimenti come la cioccolata, il pane caldo e la carne, di cui vi era grande scarsità nella regione, che alla povertà secolare univa le conseguenze dalle restrizioni della guerra. I profughi sin da subito cominciarono a barattare gli alimenti e gli aiuti eccedenti con servizi e beni che potevano essere loro forniti dalla popolazione locale. Così nonostante che tra le case requisite si fossero anche alcune di residenti del luogo, l'arrivo dei profughi ebrei fu ben accolto come una occasione di lavoro e un vantaggio per l'intera regione. La situazione economica della cittadina pugliese migliorò notevolmente, grazie al lavoro dei rifugiati, che diedero vita ad attività economiche spesso in società con persone del luogo, basate sul commercio del pesce e ad alcuni negozi di vestiario. Col passare del tempo, i rapporti tra gli ebrei e i salentini si fecero così sempre più stretti e amichevoli. I ragazzi del campo frequentavano la scuola e giocavano con i ragazzi locali.
È difficile stabilire il numero esatto delle migliaia di rifugiati che vi passarono tra il 1944 e il 1947. Nei momenti di maggior affollamento si arrivò ad una presenza sul luogo di oltre 2000 persone. Alcuni documenti sembrerebbero indicare un numero ancora maggiore ma ciò può essere dovuto al fatto che da parte delle autorità del campo si tendeva a sopravvalutare le presenze per ottenere dagli anglo-americani maggiori scorte di viveri perché le razioni eccedenti potevano essere utilizzate per il mercato nero. Tra i profughi vi furono anche alcuni dei futuri protagonisti delle vicende politiche dello Stato d’Israele, come Dov Shilanski, deputato al Parlamento d'Israele (Knesset) dal 1977 al 1996, poi presidente dal 1988 al 1992.
Il campo profughi di Santa Maria al Bagno chiuse nel 1947. Il flusso dei rifugiati si era ormai esaurito e si era aperto il processo che porterà l'anno successivo alla costituzione dello Stato di Israele.

## I murales di Zivi Miller e il Museo della Memoria e dell'Accoglienza

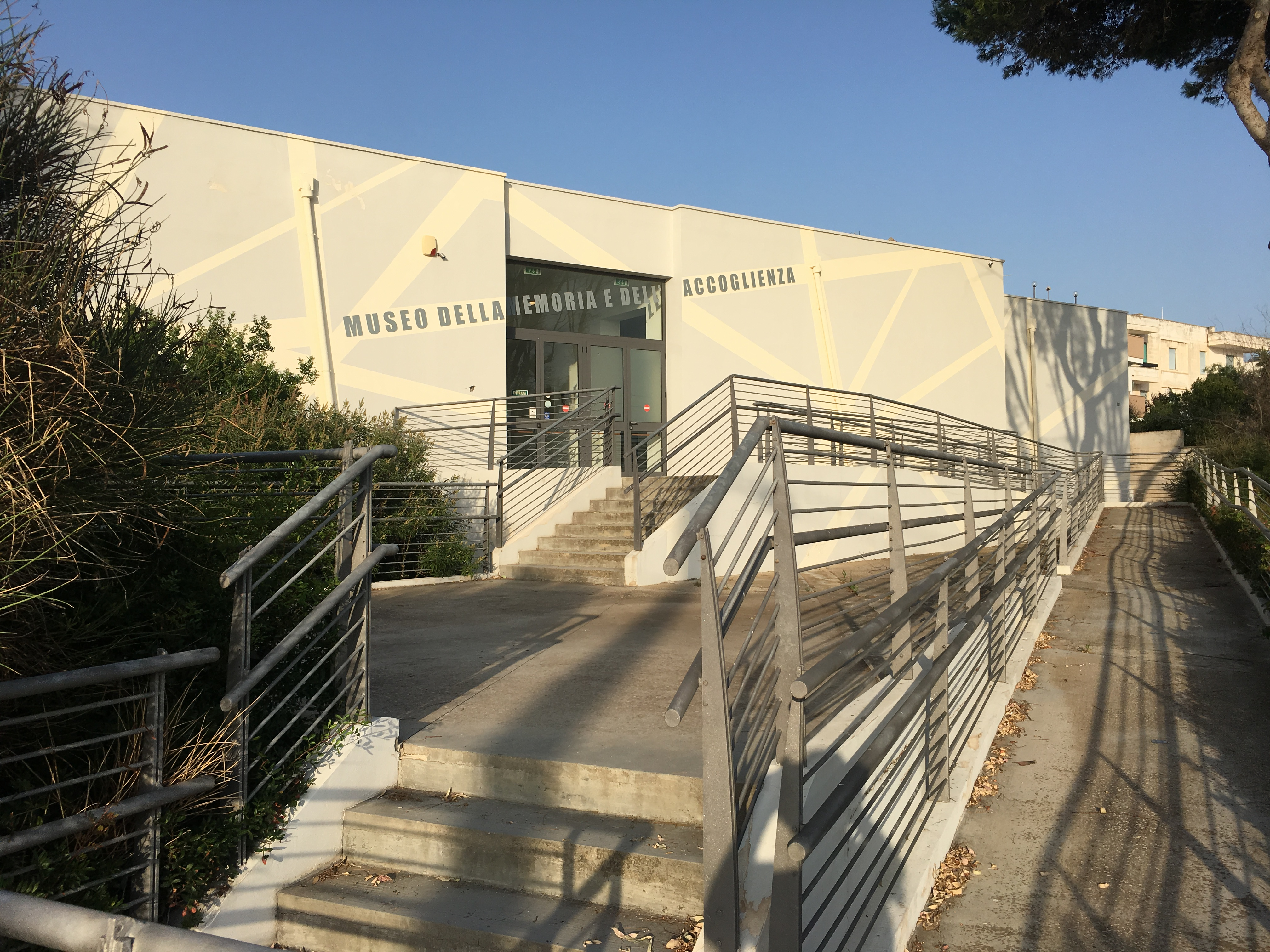
Museo della Memoria e dell'Accoglienza - Santa Maria al Bagno

Tra i rifugiati ebrei a Santa Maria al Bagno vi era un pittore, Zivi Miller, sopravvissuto all'Olocausto, dove aveva perso tutta la sua famiglia. Miller scoprì una casupola abbandonata nei campi incolti che costeggiavano la cittadina e la trasformò nel proprio laboratorio di pittura, realizzando al suo interno anche tre grandi murales.
I murales ricordano la tragica esperienza dell'Olocausto ma, ispirati agli ideali del sionismo, sono tutti proiettati alla speranza di un futuro di rinascita per il popolo ebraico in Palestina.
Nel primo murales una freccia collega i campi di concentramento del centro Europa (rappresentati col filo spinato) alla Puglia, da cui un lungo corteo di ebrei festanti parte per la Palestina (raffigurata con le palme del deserto e la stella di David, inscritta nel simbolo socialista del sole nascente). Nel secondo murales due soldati ebrei sono schierati a picchetto d'onore a fianco di un tavolo dove è poggiata una menorah, anch'essa inscritta nella stella di David e nel sole nascente, accesa in memoria dell'eroe sionista Joseph Trumpeldor. Nel terzo murales, una madre ebrea con due bambini, di fronte ad un posto di blocco con la sbarra abbassata e un soldato inglese di guardia, reclama di poter entrare in Palestina.
Al campo Miller gestiva una lavanderia con l'aiuto di una ragazza del luogo, Giulia My. Giulia e Zivi si innamorarono, si sposarono nel comune di Nardò e quindi partirono insieme per la Palestina.
Proprio accanto alla "casa rossa" decorata da Zivi Miller trova oggi sede in un edificio moderno a Santa Maria al Bagno il Museo della Memoria e dell’Accoglienza. Progettato dall'architetto Luca Zevi, il museo conserva, dopo il restauro coordinato da Nori Meo-Evoli, i murales realizzati da Zivi Miller e con foto e documenti dell'epoca ricorda l'esperienza dei profughi ebrei transitati dal Salento e il loro rapporto con la popolazione salentina. All'inaugurazione del museo (avvenuta il 14 gennaio 2009) partecipano oltre al sindaco di Nardò, Antonio Vaglio e alle autorità locali anche il rabbino di Roma Riccardo Di Segni, il Vescovo di Nardò Domenico Caliandro e la studiosa Liliana Picciotto del Centro di Documentazione Ebraica Contemporanea di Milano. Dal 25 gennaio 2013 la struttura ha ampliato la superficie espositiva, con nuove sezioni e nuovi ambienti.

## Onorificenze
Nardò è stata insignita della Medaglia d’Oro al Merito Civile dal Presidente della Repubblica, Carlo Azeglio Ciampi, il 27 gennaio 2005, Giorno della Memoria, con la seguente motivazione:
"Negli anni tra il 1943 ed il 1947, il Comune di Nardò, al fine di fornire la necessaria assistenza in favore degli ebrei liberati dai campi di sterminio, in viaggio verso il nascente Stato di Israele, dava vita, nel proprio territorio, ad un centro di esemplare efficienza. La popolazione tutta, nel solco della tolleranza religiosa e culturale, collaborava a questa generosa azione posta in essere per alleviare le sofferenze degli esuli, e, nell'offrire strutture per consentire loro di professare liberamente la propria religione, dava prova dei più elevati sentimenti di solidarietà umana e di elette virtù civiche.”